# 佛州軸孔珊瑚
佛州軸孔珊瑚（学名：Acropora florida）为軸孔珊瑚科軸孔珊瑚屬下的一个种。